# Hecq
Hecq település Franciaországban, Nord megyében. Lakosainak száma 352 fő (2022. január 1.). Hecq Englefontaine, Locquignol, Poix-du-Nord és Preux-au-Bois községekkel határos.

## Népesség
A település népességének változása:
| Lakosok száma | 353  | 354  | 366  | 360  | 356  | 354  | 350  | 351  | 352  |
|               | 2013 | 2015 | 2016 | 2017 | 2018 | 2019 | 2020 | 2021 | 2022 |